# فهرست فیلم‌های والت دیزنی پیکچرز
این فهرستی از تمام فیلم‌های تولید-و-توزیع‌شده توسط والت دیزنی پیکچرز (که از ۱۹۸۳ تاکنون با این نام شناخته می‌شود) و فیلم‌های پیش از آن تحت نام سابق شرکت مادر، والت دیزنی پروداکشنز (۱۹۲۹–۱۹۸۳) است. اکثر فیلم‌های ذکر شده در این فهرست به صورت تئاتری در ایالات متحده توسط بخش توزیع این شرکت، والت دیزنی استودیو موشن پیکچرز (که قبلاً به عنوان بوئنا ویستا دیستریبیوشن کمپانی (۱۹۵۳–۱۹۸۷) و بوئنا ویستا دیستریبیوشن پیکچرز (۱۹۸۷–۲۰۰۷) فعالیت داشت) توزیع شدند. اثرهای دیزنی که پیش از بیابان زنده (۱۹۵۳) تولید شدند، در اصل توسط آر.ک.ئو توزیع شده و در حال حاضر توسط والت دیزنی استودیو موشن پیکچرز توزیع می‌شوند. برخی از فیلم‌های تولید شده توسط والت دیزنی پیکچرز نیز از طریق سرویس‌های استریم شرکت مادر دیزنی پلاس منتشر شدند.
این فهرست بر اساس تاریخ انتشار سازماندهی شده و شامل فیلم‌های لایو اکشن (از جمله تئاتری، فیلم ویدئویی و انتشارات استریم)، فیلم‌های پویانمایی (از جمله فیلم‌های توسعه‌یافته و تولیدشده توسط استودیو انیمیشن والت دیزنی و استودیوهای انیمیشن پیکسار)، و فیلم‌های مستند (از جمله عناوین از سری ماجراهای واقعی زندگی و فیلم‌های تولید شده توسط برچسب دیزنی طبیعت) می‌باشد.
- فیلم با برچسب ‡ نشان‌دهندهٔ فیلم ویدئویی یا انتشار از طریق استریم منحصراً از طریق دیزنی+ است؛
- برچسپ † نشانگر یک ویدئو هنگام درخواست از طریق دیزنی+ است؛
- نماد § نشانگر یک انتشار همزمان در سینما و در ویدئو هنگام درخواست است؛
- نماد * نشانگر یک فیلم غیر آمریکایی است.

این فهرست فقط برای فیلم‌هایی است که تحت بنر اصلی دیزنی منتشر شده‌اند. این فهرست شامل فیلم‌های تولیدشده یا منتشرشده توسط دیگر برچسب‌های موجود، از بین‌رفته یا واگذارشده یا شرکت‌های تابعه متعلق به استودیوهای والت دیزنی نیست. به عنوان مثال: مارول استودیوز، لوکاس‌فیلم، استودیو قرن بیستم، سرچلایت پیکچرز، فاکس ۲۰۰۰ پیکچرز، تاچ‌استون پیکچرز، هالیوود پیکچرز، انجمن نشنال جئوگرافیک، میراماکس، دایمنشن فیلمز، ای‌اس‌پی‌ان فیلمز و غیره؛ مگر آنکه آنها به عنوان شرکت تولید همکار بوده باشند.

## منتشر شده
|   | نوع فیلم                                     |
| - | -------------------------------------------- |
| پ | فیلم‌های پویانمایی                            |
| س | فیلم‌های ترکیبی از پویانمایی سنتی و لایو-اکشن |
| ل | لایو اکشن                                    |
| م | فیلم‌های مستند دیزنی نیچر/ زندگی واقعی        |
| د | فیلم‌های مستند دیگر                           |

### دهه ۱۹۳۰
|   | عنوان                               | تاریخ انتشار   | یادداشت    |
| - | ----------------------------------- | -------------- | ---------- |
| پ | بررسی جایزه اسکار کارتون والت دیزنی | ۱۹ مه ۱۹۳۷     | گلچین فیلم |
| پ | سفیدبرفی و هفت کوتوله               | ۲۱ دسامبر ۱۹۳۷ |            |

### دهه ۱۹۴۰
|   | عنوان                      | تاریخ انتشار    | یادداشت                                   |
| - | -------------------------- | --------------- | ----------------------------------------- |
| پ | پینوکیو                    | ۷ فوریه ۱۹۴۰    |                                           |
| س | فانتازیا                   | ۱۳ نوامبر ۱۹۴۰  | گلچین فیلم                                |
| س | اژدهای بی‌میل               | ۲۰ ژوئن ۱۹۴۱    | تور داستانی در اطراف استودیو دیزنی        |
| پ | دامبو                      | ۲۳ اکتبر ۱۹۴۱   |                                           |
| پ | بامبی                      | ۱۳ اوت ۱۹۴۲     |                                           |
| س | سلام برادران               | ۶ فوریه ۱۹۴۳    | گلچین فیلم                                |
| س | پیروزی از طریق قدرت هوا    | ۱۷ ژوئیه ۱۹۴۳   | فیلم مستند، با استفاده گسترده از انیمیشن. |
| س | سه کابالرو                 | ۳ فوریه ۱۹۴۵    | گلچین فیلم                                |
| پ | معدن موسیقی                | ۲۰ آوریل ۱۹۴۶   | گلچین فیلم                                |
| س | ترانه جنوب                 | ۱۲ نوامبر ۱۹۴۶  |                                           |
| س | عشق و حال مجانی            | ۲۷ سپتامبر ۱۹۴۷ | گلچین فیلم                                |
| س | زمان ملودی                 | ۲۷ مه ۱۹۴۸      | گلچین فیلم                                |
| س | عزیز دلم                   | ۲۹ نوامبر ۱۹۴۸  |                                           |
| پ | ماجراهای ایکابد و آقای تاد | ۵ اکتبر ۱۹۴۹    | گلچین فیلم                                |

### دهه ۱۹۵۰
|   | عنوان                             | تاریخ انتشار    | یادداشت                                                                              |
| - | --------------------------------- | --------------- | ------------------------------------------------------------------------------------ |
| پ | سیندرلا                           | ۱۵ فوریه ۱۹۵۰   |                                                                                      |
| ل | جزیره گنج                         | ۲۹ ژوئیه ۱۹۵۰   |                                                                                      |
| پ | آلیس در سرزمین عجایب              | ۲۸ ژوئیه ۱۹۵۱   |                                                                                      |
| ل | داستان رابین هود                  | ۲۶ ژوئن ۱۹۵۲    |                                                                                      |
| پ | پیتر پن                           | ۵ فوریه ۱۹۵۳    |                                                                                      |
| ل | شمشیر و گل رز                     | ۲۳ ژوئیه ۱۹۵۳   |                                                                                      |
| م | بیابان زنده                       | ۱۰ نوامبر ۱۹۵۳  | اولین فیلمی که توسط استودیو سینمایی والت دیزنی توزیع شده‌است.                         |
| ل | راب روی: سرکش هایلند              | ۲۷ فوریه ۱۹۵۴   | آخرین فیلمی که توسط آر.ک.ئو توزیع شده‌است.                                            |
| م | چمن‌زار محو                        | ۱۶ اوت ۱۹۵۴     |                                                                                      |
| ل | ۲۰٬۰۰۰ فرسنگ زیر دریا             | ۲۳ دسامبر ۱۹۵۴  |                                                                                      |
| ل | دیوی کروکت: پادشاه مرزهای وحشی    | ۲۵ مه ۱۹۵۵      | فیلم تلفیقی که عمدتاً از فیلم‌های قبلی مجموعه تلویزیونی گلچین والت دیزنی ساخته شده‌است. |
| پ | بانو و ولگرد                      | ۲۲ ژوئن ۱۹۵۵    |                                                                                      |
| م | شیر آفریقایی                      | ۱۴ سپتامبر ۱۹۵۵ |                                                                                      |
| ل | کوچکترین یاغی                     | ۲۲ دسامبر ۱۹۵۵  |                                                                                      |
| ل | تعقیب لوکوموتیو بزرگ              | ۸ ژوئن ۱۹۵۶     |                                                                                      |
| ل | دیوی کراکت و دزدان دریایی رودخانه | ۱۸ ژوئیه ۱۹۵۶   | فیلم تلفیقی که عمدتاً از فیلم‌های قبلی مجموعه تلویزیونی گلچین والت دیزنی ساخته شده‌است. |
| م | اسرار زندگی                       | ۶ نوامبر ۱۹۵۶   |                                                                                      |
| ل | به سمت غرب هو واگن‌ها!             | ۲۰ دسامبر ۱۹۵۶  |                                                                                      |
| ل | جانی ترمین                        | ۱۹ ژوئن ۱۹۵۷    |                                                                                      |
| م | پری                               | ۲۸ اوت ۱۹۵۷     |                                                                                      |
| ل | یلر پیر                           | ۲۵ دسامبر ۱۹۵۷  |                                                                                      |
| ل | نور در جنگل                       | ۸ ژوئیه ۱۹۵۸    |                                                                                      |
| م | برهوت سفید                        | ۱۲ اوت ۱۹۵۸     |                                                                                      |
| ل | تونکا                             | ۲۵ دسامبر ۱۹۵۸  |                                                                                      |
| پ | زیبای خفته                        | ۲۹ ژانویه ۱۹۵۹  |                                                                                      |
| ل | سگ پشمالو                         | ۱۹ مارس ۱۹۵۹    |                                                                                      |
| ل | داربی اوگیل و مردم کوچولو         | ۲۶ ژوئن ۱۹۵۹    |                                                                                      |
| ل | زورو                              | ۱۰ سپتامبر ۱۹۵۹ | در سال ۱۹۵۹ در سینماهای اروپا اکران شد                                               |
| ل | سومین مرد روی کوه                 | ۱۰ نوامبر ۱۹۵۹  |                                                                                      |

### دهه ۱۹۶۰
|   | عنوان                                       | تاریخ انتشار    | یادداشت                                                              |
| - | ------------------------------------------- | --------------- | -------------------------------------------------------------------- |
| ل | توبی تایلر یا ۱۰ هفته با سیرک               | ۲۱ ژانویه ۱۹۶۰  |                                                                      |
| ل | ربوده شده                                   | ۲۴ فوریه ۱۹۶۰   |                                                                      |
| ل | پولیانا                                     | ۱۹ مه ۱۹۶۰      |                                                                      |
| ل | زورو                                        | ۱۱ ژوئن ۱۹۶۰    | در سال ۱۹۵۸ در سینماهای اروپا اکران شد.                              |
| م | گربه جنگلی                                  | ۱۰ اوت ۱۹۶۰     |                                                                      |
| ل | ده نفری که جرات کردند                       | ۱ نوامبر ۱۹۶۰   |                                                                      |
| ل | خانواده سوئیسی رابینسون                     | ۲۱ دسامبر ۱۹۶۰  |                                                                      |
| پ | صد و یک سگ خالدار                           | ۲۵ ژانویه ۱۹۶۱  |                                                                      |
| ل | استاد ذهن غایب                              | ۱۶ مارس ۱۹۶۱    |                                                                      |
| ل | دام والدین                                  | ۲۱ ژوئن ۱۹۶۱    |                                                                      |
| ل | نیکی: سگ وحشی شمال                          | ۱۲ ژوئیه ۱۹۶۱   |                                                                      |
| ل | گریفریرز بابی                               | ۱۷ ژوئیه ۱۹۶۱   |                                                                      |
| ل | کودکان در دنیای اسباب‌بازی                   | ۱۴ دسامبر ۱۹۶۱  |                                                                      |
| ل | خلبان ماه                                   | ۵ آوریل ۱۹۶۲    |                                                                      |
| ل | سفر خوش!                                    | ۱۷ مه ۱۹۶۲      |                                                                      |
| ل | سرخ بزرگ                                    | ۶ ژوئن ۱۹۶۲     |                                                                      |
| ل | تقریبا فرشته                                | ۲۶ سپتامبر ۱۹۶۲ |                                                                      |
| ل | افسانه لوبو                                 | ۷ نوامبر ۱۹۶۲   |                                                                      |
| ل | در جست و جوی مغرورانه‌ها                     | ۲۱ دسامبر ۱۹۶۲  |                                                                      |
| ل | پسر فلابر                                   | ۱۶ ژانویه ۱۹۶۳  |                                                                      |
| ل | معجزه نریان‌های سفید                         | ۲۹ مارس ۱۹۶۳    |                                                                      |
| ل | سام وحشی                                    | ۱ ژوئن ۱۹۶۳     |                                                                      |
| ل | جادوی تابستان                               | ۷ ژوئیه ۱۹۶۳    |                                                                      |
| ل | سفر باورنکردنی                              | ۲۰ نوامبر ۱۹۶۳  |                                                                      |
| پ | شمشیر در سنگ                                | ۲۵ دسامبر ۱۹۶۳  |                                                                      |
| ل | ببر راه می‌رود                               | ۱۲ مارس ۱۹۶۴    |                                                                      |
| ل | ماجراهای ناگوار مرلین جونز                  | ۲۵ مارس ۱۹۶۴    |                                                                      |
| ل | سه زندگی توماسینا                           | ۴ ژوئن ۱۹۶۴     |                                                                      |
| ل | چرخنده‌های ماه                               | ۸ ژوئیه ۱۹۶۴    |                                                                      |
| س | مری پاپینز                                  | ۲۹ اوت ۱۹۶۴     |                                                                      |
| ل | اون کالووی‌ها                                | ۱۰ نوامبر ۱۹۶۴  |                                                                      |
| ل | امیل و کارآگاهان                            | ۱۸ دسامبر ۱۹۶۴  |                                                                      |
| ل | عموی میمون                                  | ۱۸ اوت ۱۹۶۵     |                                                                      |
| ل | گربه جاسوس                                  | ۲ دسامبر ۱۹۶۵   |                                                                      |
| ل | دکس‌هوند زشت                                 | ۱۶ فوریه ۱۹۶۶   |                                                                      |
| ل | ستوان رابین کروزوئه                         | ۲۹ ژوئیه ۱۹۶۶   |                                                                      |
| ل | شاهزاده مبارز دونگال                        | ۱ اکتبر ۱۹۶۶    |                                                                      |
| ل | بچه‌ها، مرا دنبال کنید!                      | ۱ دسامبر ۱۹۶۶   |                                                                      |
| ل | میمون‌ها، به خانه بروید!                     | ۸ فوریه ۱۹۶۷    |                                                                      |
| ل | ماجراهای بولویپ گریفین                      | ۸ مارس ۱۹۶۷     |                                                                      |
| ل | گنوم-موبیل                                  | ۱۹ ژوئیه ۱۹۶۷   |                                                                      |
| پ | کتاب جنگل                                   | ۱۸ اکتبر ۱۹۶۷   |                                                                      |
| ل | چارلی، کوگار تنها                           | ۱۸ اکتبر ۱۹۶۷   |                                                                      |
| ل | خوشبخت‌ترین میلیونر                          | ۳۰ نوامبر ۱۹۶۷  | این آخرین فیلم با مشارکت شخصی والت دیزنی بود که در حین تولید درگذشت. |
| ل | روح ریش سیاه                                | ۸ فوریه ۱۹۶۸    |                                                                      |
| ل | تنهاترین، اصیل‌ترین و اصلی‌ترین گروه خانوادگی | ۲۱ مارس ۱۹۶۸    |                                                                      |
| ل | هرگز یک لحظه کسل کننده                      | ۲۶ ژوئن ۱۹۶۸    |                                                                      |
| ل | اسب در کت و شلوار فلانل خاکستری             | ۲۰ دسامبر ۱۹۶۸  |                                                                      |
| ل | ماشین سحر آمیز                              | ۲۴ دسامبر ۱۹۶۸  |                                                                      |
| ل | اسمیت!                                      | ۲۱ مارس ۱۹۶۹    |                                                                      |
| ل | حقه‌باز                                      | ۱۱ ژوئن ۱۹۶۹    |                                                                      |
| ل | ماشین حساب عوضی                             | ۲۴ دسامبر ۱۹۶۹  |                                                                      |

### دهه ۱۹۷۰
|   | عنوان                                  | تاریخ انتشار   | یادداشت                                                                                                 |
| - | -------------------------------------- | -------------- | --- |
| ل | پادشاه گریزلی‌ها                        | ۱۱ فوریه ۱۹۷۰  | |
| ل | بوت‌نیکس                                | ۱ ژوئیه ۱۹۷۰   | |
| ل | کشور وحشی                              | ۱۵ دسامبر ۱۹۷۰ | |
| پ | گربه‌های اشرافی                         | ۲۴ دسامبر ۱۹۷۰ | |
| ل | مجری پابرهنه                           | ۱۷ مارس ۱۹۷۱   | |
| ل | جان رسوا                               | ۲۲ ژوئن ۱۹۷۱   | |
| ل | اردک میلیون دلاری                      | ۳۰ ژوئن ۱۹۷۱   | |
| س | تختخواب سحرآمیز                        | ۱۳ دسامبر ۱۹۷۱ | |
| ل | بیسکویت خوار                           | ۲۲ مارس ۱۹۷۲   | |
| ل | حالا او را می‌بینی، حالا نمی‌بینی        | ۱۲ ژوئیه ۱۹۷۲  | |
| ل | ناپلئون و سامانتا                      | ۱۹ ژوئیه ۱۹۷۲  | |
| ل | بدو، کوگار، بدو                        | ۱۸ اکتبر ۱۹۷۲  | |
| ل | گلوله برفی                             | ۲۲ دسامبر ۱۹۷۲ | |
| ل | بزرگترین ورزشکار جهان                  | ۱ فوریه ۱۹۷۳   | |
| ل | چارلی و فرشته                          | ۲۳ مارس ۱۹۷۳   | |
| ل | یک سرخپوست کوچک                        | ۲۰ ژوئن ۱۹۷۳   | |
| پ | رابین هود                              | ۸ نوامبر ۱۹۷۳  | |
| ل | سوپر پدر                               | ۱۴ دسامبر ۱۹۷۳ | |
| ل | هربی دوباره می‌تازد                     | ۶ ژوئن ۱۹۷۴    | |
| ل | آن خرس‌ها و من                          | ۳۱ ژوئیه ۱۹۷۴  | |
| ل | کابوی فراری                            | ۱ اوت ۱۹۷۴     | |
| ل | جزیره در بالای جهان                    | ۲۰ دسامبر ۱۹۷۴ | |
| ل | قوی‌ترین مرد جهان                       | ۶ فوریه ۱۹۷۵   | |
| ل | فرار به کوه جادوگر                     | ۲۱ مارس ۱۹۷۵   | |
| ل | باند کوفته اپل                         | ۱ ژوئیه ۱۹۷۵   | |
| ل | یکی از دایناسورهای ما گم شده‌است        | ۹ ژوئیه ۱۹۷۵   | |
| م | بهترین ماجراهای زندگی واقعی والت دیزنی | ۸ اکتبر ۱۹۷۵   | فیلم تلفیقی متشکل از نکات برجسته از سری ماجراهای زندگی واقعی                                            |
| ل | سوار اسب وحشی شوید                     | ۲۵ دسامبر ۱۹۷۵ | |
| ل | بدون سپرده، بدون بازگشت                | ۵ فوریه ۱۹۷۶   | |
| ل | گنج ماتکومب                            | ۱ ژوئیه ۱۹۷۶   | |
| ل | گاس                                    | ۷ ژوئیه ۱۹۷۶   | |
| ل | دادستان پشمالو                         | ۱۷ دسامبر ۱۹۷۶ | |
| ل | جمعه عجیب                              | ۱۷ دسامبر ۱۹۷۶ | |
| ل | کوچکترین دزد اسب                       | ۱۱ مارس ۱۹۷۷   | در سال ۱۹۷۶ در سینماهای اروپا اکران شد که با نام فرار از تاریکی «Escape from the Dark» نیز شناخته می‌شود |
| پ | ماجراهای بسیار وینی پو                 | ۱۱ مارس ۱۹۷۷   | گلچین فیلم                                                                                              |
| ل | داستان دو مخلوق                        | ۲۲ ژوئن ۱۹۷۷   | |
| پ | نجات‌دهندگان                            | ۲۲ ژوئن ۱۹۷۷   | |
| ل | هربی به مونت کارلو می‌رود               | ۲۴ ژوئن ۱۹۷۷   | |
| س | اژدهای پیت                             | ۳ نوامبر ۱۹۷۷  | |
| ل | شمعدان                                 | ۱۶ دسامبر ۱۹۷۷ | |
| ل | بازگشت از کوه جادوگر                   | ۱۰ مارس ۱۹۷۸   | |
| ل | گربه از فضا                            | ۹ ژوئن ۱۹۷۸    | |
| ل | سرب داغ و پاهای سرد                    | ۵ ژوئیه ۱۹۷۸   | |
| ل | خیابان شمالی نامنظم                    | ۹ فوریه ۱۹۷۹   | |
| ل | باند دامپلینگ سیب دوباره سوار می‌شود    | ۲۷ ژوئن ۱۹۷۹   | |
| ل | پرواز عجیب و غریب ناشناس               | ۲۶ ژوئیه ۱۹۷۹  | |
| ل | سیاه‌چاله                               | ۲۱ دسامبر ۱۹۷۹ | |
| ل | اتصال لندن                             | ۲۱ دسامبر ۱۹۷۹ | همچنین به عنوان اتصال امگا «The Omega Connection» شناخته می‌شود                                          |

### دهه ۱۹۸۰
|   | عنوان                     | تاریخ انتشار    | یادداشت                                                          |
| - | ------------------------- | --------------- | ---------------------------------------------------------------- |
| ل | جنون نیمه شب              | ۸ فوریه ۱۹۸۰    |                                                                  |
| ل | دیده‌بان در جنگل           | ۱۷ آوریل ۱۹۸۰   |                                                                  |
| ل | هربی به مکزیک می‌رود       | ۲۵ ژوئن ۱۹۸۰    |                                                                  |
| ل | آخرین پرواز کشتی نوح      | ۲۵ ژوئن ۱۹۸۰    |                                                                  |
| ل | پاپای                     | ۱۲ دسامبر ۱۹۸۰  | پارامونت پیکچرز                                                  |
| ل | شیطان و مکس دولین         | ۶ مارس ۱۹۸۱     |                                                                  |
| ل | امی                       | ۲۰ مارس ۱۹۸۱    |                                                                  |
| ل | اژدهاکش                   | ۲۶ ژوئن ۱۹۸۱    | پارامونت پیکچرز                                                  |
| پ | روباه و سگ شکاری          | ۱۰ ژوئیه ۱۹۸۱   | استودیو انیمیشن والت دیزنی                                       |
| ل | مرد کرکسی                 | ۷ اوت ۱۹۸۱      |                                                                  |
| ل | عبور شبانه                | ۵ فوریه ۱۹۸۲    |                                                                  |
| س | ترون                      | ۹ ژوئیه ۱۹۸۲    | لیزبرگر/کوشنر پروداکشنز                                          |
| ل | تکس                       | ۳۰ ژوئیه ۱۹۸۲   |                                                                  |
| ل | بارانی                    | ۱۱ مارس ۱۹۸۳    |                                                                  |
| ل | چیزی شرور به این سو می‌آید | ۲۹ آوریل ۱۹۸۳   | شرکت برینا                                                       |
| ل | هرگز گریه نکن گرگ         | ۷ اکتبر ۱۹۸۳    | آماروک پروداکشنز                                                 |
| ل | بازگشت به از              | ۲۱ ژوئن ۱۹۸۵    | سیلور اسکرین پارتنرز ۲؛ اولین فیلمی که از لوگوی ۱۹۸۵ استفاده کرد |
| پ | دیگ سیاه                  | ۲۴ ژوئیه ۱۹۸۵   | استودیو انیمیشن والت دیزنی و سیلور اسکرین پارتنرز ۲              |
| ل | سفر ناتی گن               | ۲۷ سپتامبر ۱۹۸۵ | سیلور اسکرین پارتنرز ۲                                           |
| ل | یک کریسمس جادویی          | ۲۲ نوامبر ۱۹۸۵  | سیلور اسکرین پارتنرز ۲ و تله‌فیلم کانادا                          |
| پ | کارآگاه موش بزرگ          | ۲ ژوئیه ۱۹۸۶    | استودیو انیمیشن والت دیزنی و سیلور اسکرین پارتنرز ۲              |
| ل | پرواز مسیریاب             | ۳۰ ژوئیه ۱۹۸۶   | پرودیوسر سیلز اورگانیزیشن و نیو استار انترتینمنت                 |
| ل | بنجی شکار شده             | ۱۷ ژوئن ۱۹۸۷    | سیلور اسکرین پارتنرز ۲ و مالبری اسکوئر پروداکشنز                 |
| ل | بازگشت به رودخانه برفی    | ۱۵ آوریل ۱۹۸۸   | سیلور اسکرین پارتنرز ۲, باروز فیلم گروپ و گروه هویتز             |
| پ | الیور و دوستان            | ۱۸ نوامبر ۱۹۸۸  | استودیو انیمیشن والت دیزنی و سیلور اسکرین پارتنرز ۲              |
| ل | عزیزم، بچه‌ها را کوچک کردم | ۲۳ ژوئن ۱۹۸۹    | سیلور اسکرین پارتنرز ۲                                           |
| ل | یوزپلنگ                   | ۱۸ اوت ۱۹۸۹     | سیلور اسکرین پارتنرز ۲                                           |
| پ | پری دریایی کوچولو         | ۱۷ نوامبر ۱۹۸۹  | استودیو انیمیشن والت دیزنی و سیلور اسکرین پارتنرز ۴              |

### دهه ۱۹۹۰
|   | عنوان                                 | تاریخ انتشار    | یادداشت                                                                      |
| - | ------------------------------------- | --------------- | ---------------------------------------------------------------------------- |
| پ | فیلم ماجراهای اردک: چراغ جادو         | ۳ اوت ۱۹۹۰      | دیزنی تون استودیوز                                                           |
| پ | امدادگران: مأموریت زیرزمینی           | ۱۶ نوامبر ۱۹۹۰  | استودیو انیمیشن والت دیزنی و سیلور اسکرین پارتنرز ۴                          |
| ل | سپیددندان                             | ۱۸ ژانویه ۱۹۹۱  | سیلور اسکرین پارتنرز ۴ و هایبرید پروداکشنز.                                  |
| ل | کشتی غرق شده                          | ۱ مارس ۱۹۹۱     | اس‌اف                                                                         |
| ل | قلب‌های وحشی نمی‌شکنند                  | ۲۴ مه ۱۹۹۱      | سیلور اسکرین پارتنرز ۴ و پگاسوس انترنتینمنت                                  |
| ل | موشک‌زن                                | ۲۱ ژوئن ۱۹۹۱    | تاچ‌استون پیکچرز، سیلور اسکرین پارتنرز ۴ و گوردون کمپانی                      |
| پ | دیو و دلبر                            | ۲۲ نوامبر ۱۹۹۱  | استودیو انیمیشن والت دیزنی و سیلور اسکرین پارتنرز ۴                          |
| ل | اخبار                                 | ۱۰ آوریل ۱۹۹۲   | تاچ‌وود پسیفیک پارتنرز                                                        |
| ل | عزیزم، بچه را بزرگ کردم               | ۱۷ ژوئیه ۱۹۹۲   | تاچ‌وود پسیفیک پارتنرز                                                        |
| ل | اردک‌های قدرتمند                       | ۲ اکتبر ۱۹۹۲    | تاچ‌وود پسیفیک پارتنرز و آونت-کرنر پروداکشنز                                  |
| پ | علاءالدین                             | ۲۵ نوامبر ۱۹۹۲  | استودیو انیمیشن والت دیزنی                                                   |
| ل | سرود کریسمس ماپت                      | ۱۱ دسامبر ۱۹۹۲  | شرکت جیم هنسن                                                                |
| ل | به سوی خانه: سفر باورنکردنی           | ۳ فوریه ۱۹۹۳    | تاچ‌وود پسیفیک پارتنرز                                                        |
| ل | معجزه باد                             | ۱۲ مارس ۱۹۹۳    | تاچ‌وود پسیفیک پارتنرز و امبلین اینترتینمنت                                   |
| ل | ماجراهای هاکلبری فین                  | ۲ آوریل ۱۹۹۳    |                                                                              |
| ل | شعبده‌بازی                             | ۱۶ ژوئیه ۱۹۹۳   |                                                                              |
| ل | رقابت سرد                             | ۱ اکتبر ۱۹۹۳    |                                                                              |
| ل | سه تفنگدار                            | ۱۲ نوامبر ۱۹۹۳  | کاروان پیکچرز و آونت-کرنر پروداکشنز                                          |
| ل | عزم راسخ                              | ۱۴ ژانویه ۱۹۹۴  |                                                                              |
| ل | چک سفید                               | ۱۱ فوریه ۱۹۹۴   |                                                                              |
| ل | دی۲: اردک‌های قدرتمند                  | ۲۵ مارس ۱۹۹۴    | آونت-کرنر پروداکشنز                                                          |
| ل | سپیددندان ۲: افسانه گرگ سفید          | ۱۵ آوریل ۱۹۹۴   |                                                                              |
| پ | شیرشاه                                | ۱۵ ژوئن ۱۹۹۴    | استودیو انیمیشن والت دیزنی                                                   |
| ل | فرشتگان در زمین بیس‌بال                | ۱۵ ژوئیه ۱۹۹۴   | کاروان پیکچرز                                                                |
| ل | اکوانتو: داستان یک جنگجو              | ۲۸ اکتبر ۱۹۹۴   |                                                                              |
| ل | بابا نوئل                             | ۱۱ نوامبر ۱۹۹۴  | هالیوود پیکچرز و اوت‌لا پروداکشنز                                             |
| ل | کتاب جنگل                             | ۲۵ دسامبر ۱۹۹۴  |                                                                              |
| ل | چاقالوها                              | ۱۷ فوریه ۱۹۹۵   | کاروان پیکچرز                                                                |
| ل | مرد خانه                              | ۳ مارس ۱۹۹۵     | آل گرل پروداکشنز و اور/کرویکشنکپروداکشنز                                     |
| ل | داستان بلند                           | ۲۴ مارس ۱۹۹۵    | کاروان پیکچرز                                                                |
| پ | ماجرای گوفی                           | ۷ آوریل ۱۹۹۵    | دیزنی تون استودیوز                                                           |
| پ | پوکاهانتس                             | ۲۳ ژوئن ۱۹۹۵    | استودیو انیمیشن والت دیزنی                                                   |
| ل | عملیات نجات دامبو                     | ۲۸ ژوئیه ۱۹۹۵   | ارتباطات اینترسکوپ و پلی‌گرم اینترتینمنت                                      |
| ل | کودکی در دربار شاه آرتور              | ۱۱ اوت ۱۹۹۵     | تریمارک پیکچرز و تپستری فیلمز                                                |
| ل | سبز بزرگ                              | ۲۹ سپتامبر ۱۹۹۵ | کاروان پیکچرز                                                                |
| د | فرانک و اولی                          | ۲۰ اکتبر ۱۹۹۵   |                                                                              |
| پ | داستان اسباب‌بازی                      | ۲۲ نوامبر ۱۹۹۵  | پیکسار                                                                       |
| ل | تام و هاک                             | ۲۲ دسامبر ۱۹۹۵  |                                                                              |
| ل | جزیره گنج ماپت                        | ۱۶ فوریه ۱۹۹۶   | شرکت جیم هنسن                                                                |
| ل | به سوی خانه ۲: گمشده در سان فرانسیسکو | ۸ مارس ۱۹۹۶     |                                                                              |
| س | جیمز و هلوی غول‌پیکر                   | ۱۲ آوریل ۱۹۹۶   | اسکلینگتون پروداکشنز و الاید فیلم‌میکرز                                       |
| پ | گوژپشت نتردام                         | ۲۱ ژوئن ۱۹۹۶    | استودیو انیمیشن والت دیزنی                                                   |
| ل | بچه اول                               | ۳۰ اوت ۱۹۹۶     | کاروان پیکچرز                                                                |
| ل | دی۳: اردک‌های قدرتمند                  | ۴ اکتبر ۱۹۹۶    | آونت-کرنر پروداکشنز                                                          |
| ل | ۱۰۱ سگ خالدار                         | ۲۷ نوامبر ۱۹۹۶  | جان هیوز                                                                     |
| ل | گربه جاسوس                            | ۱۴ فوریه ۱۹۹۷   | رابرت سایموندز                                                               |
| ل | جنگل ۲ جنگل                           | ۷ مارس ۱۹۹۷     | تی‌اف۱                                                                        |
| ل | عزیزم، ما خودمان را کوچک کردیم ‡      | ۱۸ مارس ۱۹۹۷    |                                                                              |
| پ | هرکول                                 | ۲۷ ژوئن ۱۹۹۷    | استودیو انیمیشن والت دیزنی                                                   |
| س | جرج جنگل                              | ۱۶ ژوئیه ۱۹۹۷   | مندویل فیلمز و آونت-کرنر پروداکشنز                                           |
| ل | ایر باد                               | ۱ اوت ۱۹۹۷      | کی‌استون انترنتینمنت                                                          |
| ل | راکت‌من                                | ۱۰ اکتبر ۱۹۹۷   | کاروان پیکچرز و راجر برنبام                                                  |
| ل | فلابر                                 | ۲۶ نوامبر ۱۹۹۷  | جان هیوز                                                                     |
| س | آقای ماگو                             | ۲۵ دسامبر ۱۹۹۷  | یوپی‌ای                                                                       |
| ل | با دیدلز آشنا شوید                    | ۲۷ مارس ۱۹۹۸    | دیک اینترتینمنت و پیک پروداکشنز                                              |
| پ | مولان                                 | ۱۹ ژوئن ۱۹۹۸    | استودیو انیمیشن والت دیزنی                                                   |
| ل | دام والدین                            | ۲۹ ژوئیه ۱۹۹۸   |                                                                              |
| ل | برای کریسمس خانه خواهم بود            | ۱۳ نوامبر ۱۹۹۸  | مندویل فیلمز                                                                 |
| پ | زندگی یک حشره                         | ۲۵ نوامبر ۱۹۹۸  | پیکسار                                                                       |
| ل | جو یانگ نیرومند                       | ۲۵ دسامبر ۱۹۹۸  | آر.ک.ئو و شرکت جاکوبسون                                                      |
| ل | مریخی محبوب من                        | ۱۲ فوریه ۱۹۹۹   |                                                                              |
| پ | اولین فیلم داگ                        | ۲۶ مارس ۱۹۹۹    | انیمیشن تلویزیونی دیزنی، جامبو پیکچرز و آ. فیلم آ/اس                         |
| ل | تحمل                                  | ۱۴ مه ۱۹۹۹      |                                                                              |
| پ | تارزان                                | ۱۸ ژوئن ۱۹۹۹    | استودیو انیمیشن والت دیزنی                                                   |
| ل | کارآگاه گجت                           | ۲۳ ژوئیه ۱۹۹۹   | کاروان پیکچرز، دیک اینترتینمنت، آونت-کرنر پروداکشنز و راجر بیرنبوم پروداکشنز |
| ل | داستان استریت                         | ۱۵ اکتبر ۱۹۹۹   | دیوید لینچ، فیلم۴، سیبی ۲۰۰۰، استودیوکانال، کانال+                           |
| پ | داستان اسباب‌بازی ۲                    | ۲۴ نوامبر ۱۹۹۹  | پیکسار                                                                       |

### دهه ۲۰۰۰
|   | عنوان                                                     | تاریخ انتشار    | یادداشت                                                                                             |
| - | --------------------------------------------------------- | --------------- | --------------------------------------------------------------------------------------------------- |
| س | فانتازیا ۲۰۰۰                                             | ۱ ژانویه ۲۰۰۰   | استودیو انیمیشن والت دیزنی                                                                          |
| پ | ماجرای تیگر                                               | ۱۱ فوریه ۲۰۰۰   | دیزنی تون استودیوز و والت دیزنی انیمیشن (ژاپن)                                                      |
| ل | زمزمه‌ها: داستان یک فیل                                    | ۱۰ مارس ۲۰۰۰    | |
| پ | دایناسور                                                  | ۱۹ مه ۲۰۰۰      | استودیو انیمیشن والت دیزنی و سیکرت لب                                                               |
| ل | بچه                                                       | ۷ ژوئیه ۲۰۰۰    | |
| ل | تایتنز را به یادآور                                       | ۲۹ سپتامبر ۲۰۰۰ | جری بروکهایمر فیلمز و تکنیکال بلک فیلمز                                                             |
| ل | ۱۰۲ سگ خالدار                                             | ۲۲ نوامبر ۲۰۰۰  | |
| پ | زندگی جدید امپراتور                                       | ۱۵ دسامبر ۲۰۰۰  | استودیو انیمیشن والت دیزنی                                                                          |
| پ | تعطیلات: مدرسه تمام شد                                    | ۱۶ فوریه ۲۰۰۱   | انیمیشن تلویزیونی دیزنی و پل و جو پروداکشنز                                                         |
| پ | آتلانتیس: امپراتوری گم‌شده                                 | ۱۵ ژوئن ۲۰۰۱    | استودیو انیمیشن والت دیزنی                                                                          |
| ل | دفتر خاطرات شاهدخت                                        | ۳ اوت ۲۰۰۱      | ویتنی هیوستون                                                                                       |
| ل | حرکت بزرگ مکس کیبل                                        | ۵ اکتبر ۲۰۰۱    | کارز انترتینمنت                                                                                     |
| پ | شرکت هیولاها                                              | ۲ نوامبر ۲۰۰۱   | پیکسار                                                                                              |
| ل | سگ‌های برفی                                                | ۱۸ ژانویه ۲۰۰۲  | کرنر انترتینمنت کمپانی                                                                              |
| پ | بازگشت به نورلند                                          | ۱۵ فوریه ۲۰۰۲   | دیزنی تون استودیوز و آ. فیلم آ/اس                                                                   |
| پ | سیندرلا ۲: رؤیاها به حقیقت می‌پیوندند ‡                    | ۲۶ فوریه ۲۰۰۲   | انیمیشن تلویزیونی دیزنی                                                                             |
| ل | تازه‌کار                                                   | ۲۹ مارس ۲۰۰۲    | |
| پ | لیلو و استیچ                                              | ۲۱ ژوئن ۲۰۰۲    | استودیو انیمیشن والت دیزنی                                                                          |
| ل | خرس‌های کشور                                               | ۲۶ ژوئیه ۲۰۰۲   | گان فیلمز                                                                                           |
| پ | شهر اشباح                                                 | ۲۰ سپتامبر ۲۰۰۲ | استودیو جیبلی                                                                                       |
| ل | تاک ابدی                                                  | ۱۱ اکتبر ۲۰۰۲   | اسکلاستیک                                                                                           |
| ل | بابا نوئل ۲                                               | ۱ نوامبر ۲۰۰۲   | اوت‌لا پروداکشنز و باکسینگ‌کت فیلمز                                                                   |
| پ | سیاره گنج                                                 | ۲۷ نوامبر ۲۰۰۲  | استودیو انیمیشن والت دیزنی                                                                          |
| پ | ۱۰۱ سگ خالدار ۲ ‡                                         | ۲۱ ژانویه ۲۰۰۳  | دیزنی تون استودیوز و انیمیشن تلویزیونی دیزنی                                                        |
| پ | کتاب جنگل ۲                                               | ۱۴ فوریه ۲۰۰۳   | دیزنی تون استودیوز                                                                                  |
| پ | فیلم بزرگ خوکچه                                           | ۲۱ مارس ۲۰۰۳    | دیزنی تون استودیوز و مونیخ انیمیشن                                                                  |
| د | اشباح غوطه‌ور                                              | ۱۱ آوریل ۲۰۰۳   | رسانه والدن، ارت‌شیپ پروداکشنز، اسکوت الیت انترتینمنت گروپ و گولدن ویلج                              |
| ل | حفره‌ها                                                    | ۱۸ آوریل ۲۰۰۳   | رسانه والدن، فینیکس پیکچرز و شیکاگو پسیفیک انترتینمنت                                               |
| س | فیلم لیزی مک‌گوایر                                         | ۲ مه ۲۰۰۳       | استن روگو پروداکشنز                                                                                 |
| پ | در جستجوی نمو                                             | ۳۰ مه ۲۰۰۳      | پیکسار                                                                                              |
| ل | دزدان دریایی کارائیب: نفرین مروارید سیاه                  | ۹ ژوئیه ۲۰۰۳    | جری بروکهایمر فیلمز                                                                                 |
| ل | جمعه عجیب                                                 | ۶ اوت ۲۰۰۳      | گان فیلمز                                                                                           |
| پ | استیچ! ‡                                                  | ۲۶ اوت ۲۰۰۳     | انیمیشن تلویزیونی دیزنی                                                                             |
| پ | برادر خرس                                                 | ۱ نوامبر ۲۰۰۳   | استودیو انیمیشن والت دیزنی                                                                          |
| ل | عمارت متروکه                                              | ۲۶ نوامبر ۲۰۰۳  | گان فیلمز                                                                                           |
| ل | نریان سیاه جوان                                           | ۲۵ دسامبر ۲۰۰۳  | کندی مارشال                                                                                         |
| پ | حیوان خانگی معلم                                          | ۱۶ ژانویه ۲۰۰۴  | انیمیشن تلویزیونی دیزنی                                                                             |
| ل | معجزه                                                     | ۶ فوریه ۲۰۰۴    | |
| پ | شیرشاه یک و نیم ‡                                         | ۱۰ فوریه ۲۰۰۴   | دیزنی تون استودیوز                                                                                  |
| ل | اعترافات ملکه درام نوجوان                                 | ۲۰ فوریه ۲۰۰۴   | |
| پ | جشن بهاری با رو ‡                                         | ۹ مارس ۲۰۰۴     | دیزنی تون استودیوز                                                                                  |
| پ | خانه‌ای در مزرعه                                           | ۲ آوریل ۲۰۰۴    | استودیو انیمیشن والت دیزنی                                                                          |
| د | سیاره مقدس                                                | ۲۲ آوریل ۲۰۰۴   | |
| ل | دور دنیا در ۸۰ روز                                        | ۱۶ ژوئن ۲۰۰۴    | رسانه والدن، اسپنکنایس فیلمز، و مستو/لیبرمن پروداکشنز                                               |
| د | قلب و روح آمریکا                                          | ۲ ژوئیه ۲۰۰۴    | بلک‌لایت فیلمز                                                                                       |
| ل | دفتر خاطرات شاهدخت ۲: نامزدی سلطنتی                       | ۱۱ اوت ۲۰۰۴     | شوندالند و مارتین چیس پروداکشنز                                                                     |
| پ | میکی، دونالد، گوفی: سه تفنگدار ‡                          | ۱۷ اوت ۲۰۰۴     | دیزنی تون استودیوز                                                                                  |
| پ | شگفت‌انگیزان                                               | ۵ نوامبر ۲۰۰۴   | پیکسار                                                                                              |
| پ | میکی دو بار در کریسمس ‡                                   | ۹ نوامبر ۲۰۰۴   | دیزنی تون استودیوز                                                                                  |
| ل | گنجینه ملی                                                | ۱۹ نوامبر ۲۰۰۴  | جری بروکهایمر فیلمز، جانکشن انترتینمنت و فیلم‌شناسی نیکلاس کیج                                       |
| د | بیگانگان از اعماق                                         | ۲۸ ژانویه ۲۰۰۵  | رسانه والدن و ارت‌شیپ پروداکشنز                                                                      |
| پ | مولان ۲ ‡                                                 | ۱ فوریه ۲۰۰۵    | دیزنی تون استودیوز                                                                                  |
| پ | ماجرای پو و هفالومپ                                       | ۱۱ فوریه ۲۰۰۵   | دیزنی تون استودیوز                                                                                  |
| ل | پستونک                                                    | ۴ مارس ۲۰۰۵     | گروه رسانه ای اسپای‌گلس و آف‌اسپرینگ انترتینمنت                                                       |
| ل | شاهزاده خانم یخی                                          | ۱۸ مارس ۲۰۰۵    | بریجت جانسون فیلمز و اسکیت اوی پروداکشنز                                                            |
| پ | تارزان ۲ ‡                                                | ۱۴ ژوئن ۲۰۰۵    | دیزنی تون استودیوز و تون سیتی انیمیشن                                                               |
| ل | هربی پرواز می‌کند                                          | ۲۲ ژوئن ۲۰۰۵    | رابرت سایموندز پروداکشنز                                                                            |
| پ | قلعه متحرک هاول                                           | ۱۰ ژوئیه ۲۰۰۵   | استودیو جیبلی                                                                                       |
| ل | اسکای‌های                                                  | ۲۹ ژوئیه ۲۰۰۵   | گان فیلمز                                                                                           |
| پ | کبوتر بی‌باک                                               | ۱۹ اوت ۲۰۰۵     | ون‌گارد انیمیشن و آدیسی انترتینمنت                                                                   |
| پ | لیلو و استیچ ۲: مشکل استیچ ‡                              | ۳۰ اوت ۲۰۰۵     | دیزنی تون استودیوز                                                                                  |
| پ | فیلم هالووین هفالومپ پو ‡                                 | ۱۳ سپتامبر ۲۰۰۵ | دیزنی تون استودیوز                                                                                  |
| ل | بهترین بازی دنیا                                          | ۳۰ سپتامبر ۲۰۰۵ | فیروی فیلمز                                                                                         |
| پ | جوجه کوچولو                                               | ۴ نوامبر ۲۰۰۵   | استودیو انیمیشن والت دیزنی                                                                          |
| ل | سرگذشت نارنیا: شیر، کمد و جادوگر                          | ۹ دسامبر ۲۰۰۵   | رسانه والدن                                                                                         |
| پ | زندگی جدید کرانک ‡                                        | ۱۳ دسامبر ۲۰۰۵  | دیزنی تون استودیوز و تون سیتی انیمیشن                                                               |
| ل | جاده افتخار                                               | ۱۳ ژانویه ۲۰۰۶  | جری بروکهایمر فیلمز، تگزاس وسترن پروداکشنز و گلوری رود پروداکشنز                                    |
| پ | بامبی ۲                                                   | ۲۶ ژانویه ۲۰۰۶  | دیزنی تون استودیوز                                                                                  |
| د | مریخ سرگردان                                              | ۲۷ ژانویه ۲۰۰۶  | کندی مارشال و وایت ماونتن فیلمز                                                                     |
| ل | هشت درجه زیر صفر                                          | ۱۷ فوریه ۲۰۰۶   | گروه رسانه ای اسپای‌گلس، مندویل فیلمز و کندی مارشال                                                  |
| ل | سگ پشمالو                                                 | ۱۰ مارس ۲۰۰۶    | مندویل فیلمز، تالین/رابینز پروداکشنز، باکسینگ‌کت فیلمز، رابرت سایموندز، و شگی داگ پروداکشنز          |
| پ | دنیای وحش                                                 | ۱۴ آوریل ۲۰۰۶   | کور فیچر انیمیشن، هویتی‌بوی پیکچرز، سر زیپ پروداکشنز و بو فلین                                       |
| پ | ماشین‌ها                                                   | ۹ ژوئن ۲۰۰۶     | پیکسار                                                                                              |
| پ | لروی و استیچ ‡                                            | ۲۷ ژوئن ۲۰۰۶    | انیمیشن تلویزیونی دیزنی                                                                             |
| ل | دزدان دریایی کارائیب: صندوقچه مرد مرده                    | ۷ ژوئیه ۲۰۰۶    | جری بروکهایمر فیلمز                                                                                 |
| ل | شکست‌ناپذیر                                                | ۲۵ اوت ۲۰۰۶     | میهم پیکچرز                                                                                         |
| پ | برادر خرس ۲ ‡                                             | ۲۹ اوت ۲۰۰۶     | دیزنی تون استودیوز                                                                                  |
| پ | کابوس قبل از کریسمس                                       | ۲۷ اکتبر ۲۰۰۶   | اسکلینگتون پروداکشنز                                                                                |
| ل | بابا نوئل ۳: بند فرار                                     | ۳ نوامبر ۲۰۰۶   | اوت‌لا پروداکشنز و باکسینگ‌کت پروداکشنز                                                               |
| پ | روباه و سگ شکاری ۲ ‡                                      | ۱۲ دسامبر ۲۰۰۶  | دیزنی تون استودیوز                                                                                  |
| پ | سیندرلا ۳: پیچ و تاب در زمان ‡                            | ۶ فوریه ۲۰۰۷    | دیزنی تون استودیوز                                                                                  |
| ل | پلی به‌سوی ترابیتیا                                        | ۱۶ فوریه ۲۰۰۷   | سامیت انترتینمنت و رسانه والدن                                                                      |
| پ | ملاقات با رابینسون‌ها                                      | ۳۰ مارس ۲۰۰۷    | استودیو انیمیشن والت دیزنی                                                                          |
| ل | دزدان دریایی کارائیب: پایان جهان                          | ۲۵ مه ۲۰۰۷      | جری بروکهایمر فیلمز                                                                                 |
| پ | راتاتویی                                                  | ۲۹ ژوئن ۲۰۰۷    | پیکسار                                                                                              |
| س | راز کدوی سحرآمیز                                          | ۲۹ ژوئن ۲۰۰۷    | سنترو دیجیتال پیکچرز                                                                                |
| ل | آندرداگ                                                   | ۳ اوت ۲۰۰۷      | گروه رسانه ای اسپای‌گلس، کلاسیک مدیا و موریک فیلمز                                                   |
| د | داستان پیکسار                                             | ۲۸ اوت ۲۰۰۷     | لزلی ایورکس پروداکشنز                                                                               |
| ل | نقشه بازی                                                 | ۲۸ سپتامبر ۲۰۰۷ | میهم پیکچرز                                                                                         |
| س | افسون‌زده                                                  | ۲۱ نوامبر ۲۰۰۷  | بری ساننفلد، جوزفسون انترتینمنت، و آندلاسیا پروداکشنز                                               |
| ل | گنجینه ملی: کتاب رمز                                      | ۲۱ دسامبر ۲۰۰۷  | جری بروکهایمر فیلمز، جانکشن انترتینمنت و فیلم‌شناسی نیکلاس کیج                                       |
| ل | کنسرت هانا مونتانا و مایلی سایرس: بهترین کنسرت هر دو دنیا | ۱ فوریه ۲۰۰۸    | PACE                                                                                                |
| ل | سفر جاده کالج                                             | ۷ مارس ۲۰۰۸     | گان فیلمز                                                                                           |
| ل | سرگذشت نارنیا: شاهزاده کاسپین                             | ۱۶ مه ۲۰۰۸      | رسانه والدن                                                                                         |
| پ | وال-ئی                                                    | ۲۷ ژوئن ۲۰۰۸    | پیکسار                                                                                              |
| پ | پری دریایی کوچولو: آغاز آریل ‡                            | ۲۶ اوت ۲۰۰۸     | دیزنی تون استودیوز                                                                                  |
| پ | تینکربل                                                   | ۱۸ سپتامبر ۲۰۰۸ | دیزنی تون استودیوز                                                                                  |
| ل | بورلی هیلز چی‌واوا                                         | ۳ اکتبر ۲۰۰۸    | مندویل فیلمز                                                                                        |
| د | نور صبح                                                   | ۱۷ اکتبر ۲۰۰۸   | |
| ل | دبیرستان موزیکال ۳: سال آخر                               | ۲۴ اکتبر ۲۰۰۸   | بوردن و روزن‌بوش انترتینمنت                                                                          |
| پ | رومئو کنار جاده                                           | ۲۴ اکتبر ۲۰۰۸   | والت دیزنی هند، یاش راج فیلمز و والت دیزنی پیکچرز                                                   |
| پ | تیزپا                                                     | ۲۱ نوامبر ۲۰۰۸  | استودیو انیمیشن والت دیزنی                                                                          |
| ل | داستان‌های زمان خواب                                       | ۲۵ دسامبر ۲۰۰۸  | گان فیلمز، هپی مدیسون پروداکشنز، آف‌اسپرینگ انترتینمنت و کان‌من و ایزی پروداکشنز                      |
| ل | برادران جوناس: تجربه یک کنسرت سه‌بعدی                      | ۲۷ فوریه ۲۰۰۹   | جوناس فیلمز                                                                                         |
| ل | مسابقه تا کوه جادوگران                                    | ۱۳ مارس ۲۰۰۹    | گان فیلمز                                                                                           |
| ل | هانا مونتانا: فیلم                                        | ۱۰ آوریل ۲۰۰۹   | آی ای ال پروداکشنز و میلار گوف اینک                                                                 |
| م | زمین                                                      | ۲۲ آوریل ۲۰۰۹   | به عنوان دیزنی نیچر؛ واحد تاریخ طبیعی بی‌بی‌سی، بی‌بی‌سی جهانی، شبکه تلویزیونی دیسکاوری و گرین‌لایت مدیا |
| ل | دنباله پاندا                                              | ۸ مه ۲۰۰۹       | دیزنی ورلد سینما و کسل هیرو پیکچرز                                                                  |
| پ | بالا                                                      | ۲۹ مه ۲۰۰۹      | پیکسار                                                                                              |
| ل | جادوگر لیلی: اژدها و کتاب جادو                            | ۱۲ ژوئن ۲۰۰۹    | فیلم آلمانی                                                                                         |
| ل | جی-فورس                                                   | ۲۴ ژوئیه ۲۰۰۹   | جری بروکهایمر فیلمز                                                                                 |
| پ | پونیو روی صخره کنار دریا                                  | ۱۴ اوت ۲۰۰۹     | استودیو جیبلی                                                                                       |
| پ | تینکربل و گنج گمشده                                       | ۳ سپتامبر ۲۰۰۹  | دیزنی تون استودیوز                                                                                  |
| د | والت و ال گروپو                                           | ۹ سپتامبر ۲۰۰۹  | بنیاد خانواده والت دیزنی فیلمز و تئودور توماس پروداکشنز                                             |
| ل | کتاب استادان                                              | ۲۹ اکتبر ۲۰۰۹   | فیلم روسی                                                                                           |
| پ | سرود کریسمس                                               | ۶ نوامبر ۲۰۰۹   | ایمج‌موورز دیجیتال                                                                                   |
| ل | سگ‌های پیر                                                 | ۲۵ نوامبر ۲۰۰۹  | تپستری فیلمز                                                                                        |
| پ | شاهدخت و قورباغه                                          | ۱۱ دسامبر ۲۰۰۹  | استودیو انیمیشن والت دیزنی                                                                          |

### دهه ۲۰۱۰
|   | عنوان                                           | تاریخ انتشار    | یادداشت |
| - | ----------------------------------------------- | --------------- | --- |
| ل | آلیس در سرزمین عجایب                            | ۵ مارس ۲۰۱۰     | زانوک کمپانی، راث فیلمز، و تیم تاد |
| م | اقیانوس                                         | ۲۲ آوریل ۲۰۱۰   | دیزنی نیچر؛ رسانه پارتیکیپنت، پتی، گاتیتی فیلمز، کانال+، فرانسه ۲، فرانسه ۳، نوترو فیلمز، جی‌ام‌اچ-تی‌اس‌آر، تلویزیون فرانسه، تی‌پی‌اس استار، مرکز ملی سینما و تصویر متحرک، پروسیرپ، آنگوا-آگیکوا موویز |
| ل | شن‌های زمان                                      | ۲۸ مه ۲۰۱۰      | جری بروکهایمر فیلمز |
| پ | داستان اسباب‌بازی ۳                              | ۱۸ ژوئن ۲۰۱۰    | پیکسار |
| ل | شاگرد جادوگر                                    | ۱۴ ژوئیه ۲۰۱۰   | جری بروکهایمر فیلمز، فیلم‌شناسی نیکلاس کیج، و بروکن رودز پروداکشنز |
| پ | حکایت دریای زمین                                | ۱۳ اوت ۲۰۱۰     | استودیو جیبلی |
| پ | تینکر بل و نجات پری بزرگ                        | ۱۳ اوت ۲۰۱۰     | دیزنی تون استودیوز |
| م | بال زرشکی: رمز و راز فلامینگوها                 | ۷ سپتامبر ۲۰۱۰  | دیزنی نیچر؛ کودوس پیکچرز، کودوس فیلم، و نچرال لایت فیلمز |
| ل | اسب مسابقه                                      | ۸ اکتبر ۲۰۱۰    | میهم پیکچرز |
| ل | دو دوتا چهارتا                                  | ۸ اکتبر ۲۰۱۰    | پلن‌من موشن پیکچرز، والت دیزنی هند، و دیزنی ورلد سینما |
| پ | گیسوکمند                                        | ۲۴ نوامبر ۲۰۱۰  | استودیو انیمیشن والت دیزنی |
| د | پسران: داستان برادران شرمن                      | ۳۰ نوامبر ۲۰۱۰  | کرسندو پروداکشنز، رد هاور پروداکشنز، و تراولینگ لایت |
| ل | ترون: میراث                                     | ۱۷ دسامبر ۲۰۱۰  | شان بیلی |
| ل | روزگار یک جنگجو                                 | ۲۱ ژانویه ۲۰۱۱  | بلی فول آف دریمز انترتینمنت، آرکا مدیا وورکز، والت دیزنی هند، و دیزنی ورلد سینما |
| ل | لیلی جادوگر: سفر به ماندولان                    | ۱۷ فوریه ۲۰۱۱   | فیلم آلمانی |
| پ | مریخ به مامان‌ها نیاز دارد                       | ۱۱ مارس ۲۰۱۱    | ایمج‌موورز دیجیتال |
| ل | زوکومون                                         | ۲۲ آوریل ۲۰۱۱   | والت دیزنی هند، و دیزنی ورلد سینما |
| م | گربه‌های آفریقایی                                | ۲۲ آوریل ۲۰۱۱   | دیزنی نیچر؛ فوترگیل/ اسکولی پروداکشنز و سیلوربک فیلمز |
| ل | پرام                                            | ۲۹ آوریل ۲۰۱۱   | |
| ل | دزدان دریایی کارائیب: سوار بر امواج ناشناخته    | ۲۰ مه ۲۰۱۱      | جری بروکهایمر فیلمز |
| پ | ماشین‌ها ۲                                       | ۲۴ ژوئن ۲۰۱۱    | پیکسار |
| پ | وینی د پو                                       | ۱۵ ژوئیه ۲۰۱۱   | استودیو انیمیشن والت دیزنی |
| ل | ماپت‌ها                                          | ۲۳ نوامبر ۲۰۱۱  | مندویل فیلمز |
| پ | آریتی                                           | ۱۷ فوریه ۲۰۱۲   | استودیو جیبلی |
| ل | جان کارتر                                       | ۹ مارس ۲۰۱۲     | |
| م | شامپانزه                                        | ۲۰ آوریل ۲۰۱۲   | دیزنی نیچر؛ گریت ایپ پروداکشنز |
| پ | آرجون: شاهزاده جنگجو                            | ۲۵ مه ۲۰۱۲      | والت دیزنی هند، دیزنی ورلد سینما، و یوتی‌وی موشن پیکچرز |
| پ | دلیر                                            | ۲۲ ژوئن ۲۰۱۲    | پیکسار |
| ل | زندگی عجیب تیموتی گرین                          | ۱۵ اوت ۲۰۱۲     | احمد زاپا، و اسکات سندرز پروداکشنز |
| پ | راز بال‌ها                                       | ۱۶ اوت ۲۰۱۲     | دیزنی تون استودیوز |
| پ | فرنکن‌وینی                                       | ۵ اکتبر ۲۰۱۲    | تیم بورتون پروداکشنز |
| پ | رالف خرابکار                                    | ۲ نوامبر ۲۰۱۲   | استودیو انیمیشن والت دیزنی |
| ل | از بزرگ و قدرتمند                               | ۸ مارس ۲۰۱۳     | راث فیلمز، و کرتیس-دونن پروداکشنز |
| م | بال‌های زندگی                                    | ۱۶ آوریل ۲۰۱۳   | دیزنی نیچر؛ بلک‌لایت فیلمز |
| پ | دانشگاه هیولاها                                 | ۲۱ ژوئن ۲۰۱۳    | پیکسار |
| ل | رنجر تنها                                       | ۳ ژوئیه ۲۰۱۳    | جری بروکهایمر فیلمز، گور وربینسکی، و اینفینیتم نیهیل |
| پ | هواپیماها                                       | ۹ اوت ۲۰۱۳      | دیزنی تون استودیوز |
| پ | یخ‌زده                                           | ۲۷ نوامبر ۲۰۱۳  | استودیو انیمیشن والت دیزنی |
| ل | نجات آقای بنکس                                  | ۱۳ دسامبر ۲۰۱۳  | بی‌بی‌سی فیلمز، اسنشال مدیا اند انترتینمنت، الیسون اوون، و هاپ‌اسکاچ فیچرز |
| پ | دزدان دریایی پری                                | ۱۳ فوریه ۲۰۱۴   | دیزنی تون استودیوز |
| ل | ماپت‌ها: تحت تعقیب                               | ۲۱ مارس ۲۰۱۴    | مندویل فیلمز |
| م | خرس‌ها                                           | ۱۸ آوریل ۲۰۱۴   | دیزنی نیچر؛ سیلوربک فیلمز |
| ل | بازوی میلیون دلاری                              | ۱۶ مه ۲۰۱۴      | راث فیلمز و میهم پیکچرز |
| ل | مالفیسنت                                        | ۳۰ مه ۲۰۱۴      | راث فیلمز |
| پ | هواپیماها: حریق و نجات                          | ۱۸ ژوئیه ۲۰۱۴   | دیزنی تون استودیوز |
| ل | زیبارو                                          | ۱۹ سپتامبر ۲۰۱۴ | یوتی‌وی موشن پیکچرز، والت دیزنی هند، و آنیل کاپور |
| ل | الکساندر و روز وحشتناک، افتضاح، ناگوار، خیلی بد | ۱۰ اکتبر ۲۰۱۴   | لپس انترتینمنت ۲۱، و شرکت جیم هنسن |
| پ | شش قهرمان بزرگ                                  | ۷ نوامبر ۲۰۱۴   | استودیو انیمیشن والت دیزنی |
| ل | به‌سوی جنگل                                      | ۲۵ دسامبر ۲۰۱۴  | لوکامار پروداکشنز، و مارک پلت |
| ل | مک‌فارلند، آمریکا                                | ۲۰ فوریه ۲۰۱۵   | میهم پیکچرز |
| پ | تینکر بل و افسانه نوربیست                       | ۳ مارس ۲۰۱۵     | دیزنی تون استودیوز |
| ل | سیندرلا                                         | ۱۳ مارس ۲۰۱۵    | ژانر فیلمز |
| م | پادشاهی میمون‌ها                                 | ۱۷ آوریل ۲۰۱۵   | دیزنی نیچر؛ سیلوربک فیلمز |
| ل | سرزمین فردا                                     | ۲۲ مه ۲۰۱۵      | آ۱۱۳ پروداکشنز |
| پ | درون و بیرون                                    | ۱۹ ژوئن ۲۰۱۵    | پیکسار |
| ل | ای‌بی‌سی‌دی ۲                                      | ۱۹ ژوئن ۲۰۱۵    | یوتی‌وی موشن پیکچرز، و والت دیزنی هند |
| پ | دایناسور خوب                                    | ۲۵ نوامبر ۲۰۱۵  | پیکسار |
| ل | بهترین ساعات                                    | ۲۹ ژانویه ۲۰۱۶  | وی‌تیکر انترتینمنت، و رد هاک انترتینمنت |
| پ | زوتوپیا                                         | ۴ مارس ۲۰۱۶     | استودیو انیمیشن والت دیزنی |
| ل | کتاب جنگل                                       | ۱۵ آوریل ۲۰۱۶   | جان فاورو |
| ل | تینی: فیلم                                      | ۶ مه ۲۰۱۶       | گلوریاموندی پروداکشنز و لپیس فیلم |
| ل | آلیس در آن‌سوی آینه                              | ۲۷ مه ۲۰۱۶      | راث فیلمز، تیم تاد، و تیم بورتون پروداکشنز |
| پ | در جستجوی دوری                                  | ۱۷ ژوئن ۲۰۱۶    | پیکسار |
| ل | غول بزرگ مهربان                                 | ۱ ژوئیه ۲۰۱۶    | امبلین اینترتینمنت، ریلاینس اینترتینمنت، رسانه والدن، و کندی مارشال |
| ل | اژدهای پیت                                      | ۱۲ اوت ۲۰۱۶     | وی‌تیکر انترتینمنت |
| ل | ملکه کاتوه                                      | ۲۳ سپتامبر ۲۰۱۶ | ای‌اس‌پی‌ان فیلمز، سینه موزاییک، و میرابی فیلمز |
| پ | موانا                                           | ۲۳ نوامبر ۲۰۱۶  | استودیو انیمیشن والت دیزنی |
| م | وحشی بزرگ شدن                                   | ۶ دسامبر ۲۰۱۶   | دیزنی نیچر؛ سیلوربک فیلمز |
| ل | دنگل                                            | ۲۱ دسامبر ۲۰۱۶  | والت دیزنی هند، یوتی‌وی موشن پیکچرز، و عامر خان پروداکشنز |
| م | رژه پنگوئن‌ها                                    | ۱۵ فوریه ۲۰۱۷   | دیزنی نیچر؛ بون پیوچ سینما، پاپریکا فیلمز، وایلد تاچ پروداکشنز، اوسی‌اس، فرانسه ۳، و هولو اوروجینالز                                                                                               |
| ل | دیو و دلبر                                      | ۱۷ مارس ۲۰۱۷    | مندویل فیلمز |
| م | زادهٔ چین                                        | ۲۱ آوریل ۲۰۱۷   | دیزنی نیچر؛ شانگهای مدیا گروپ، خوان فیلمز، و برایان لیث پروداکشنز |
| ل | دزدان دریایی کارائیب: مردگان حکایت نمی‌کنند      | ۲۶ مه ۲۰۱۷      | جری بروکهایمر فیلمز |
| پ | ماشین‌ها ۳                                       | ۱۶ ژوئن ۲۰۱۷    | پیکسار |
| م | شبح کوه‌ها                                       | ۳۰ ژوئن ۲۰۱۷    | دیزنی نیچر؛ فیلم‌های اصلی نتفلیکس، و برایان لیث پروداکشنز |
| ل | جاگا جاسوس                                      | ۱۴ ژوئیه ۲۰۱۷   | والت دیزنی هند، یوتی‌وی موشن پیکچرز، رانبیر کاپور، و آنوراگ باسو |
| ل | آخرین جنگجو                                     | ۲۹ اکتبر ۲۰۱۷   | فیلم روسی؛ یلو، بلک اند وایت |
| پ | کوکو                                            | ۲۲ نوامبر ۲۰۱۷  | پیکسار |
| م | اکسپدیشن چین                                    | ۲۷ دسامبر ۲۰۱۷  | دیزنی نیچر؛ فیلم‌های اصلی نتفلیکس، و برایان لیث پروداکشنز |
| ل | چین‌خوردگی در زمان                               | ۹ مارس ۲۰۱۸     | وی‌تیکر انترتینمنت |
| پ | شگفت‌انگیزان ۲                                   | ۱۵ ژوئن ۲۰۱۸    | پیکسار |
| ل | کریستوفر رابین                                  | ۳ اوت ۲۰۱۸      | 2DUX² |
| ل | فندق‌شکن و چهار قلمرو                            | ۲ نوامبر ۲۰۱۸   | مارک گوردون |
| پ | رالف اینترنت را خراب می‌کند                      | ۲۱ نوامبر ۲۰۱۸  | استودیو انیمیشن والت دیزنی |
| س | بازگشت مری پاپینز                               | ۱۹ دسامبر ۲۰۱۸  | لوکامار پروداکشنز، و مارک پلت |
| ل | دامبو                                           | ۲۹ مارس ۲۰۱۹    | تیم بورتون پروداکشنز، اینفینیت دیتکنیو پروداکشنز، و سیکرت ماشین انترتینمنت |
| م | پنگوئن‌ها                                        | ۱۷ آوریل ۲۰۱۹   | دیزنی نیچر؛ سیلوربک فیلمز |
| ل | علاءالدین                                       | ۲۴ مه ۲۰۱۹      | رایدبک |
| پ | داستان اسباب‌بازی ۴                              | ۲۱ ژوئن ۲۰۱۹    | پیکسار |
| س | شیرشاه                                          | ۱۹ ژوئیه ۲۰۱۹   | جان فاورو |
| ل | مالفیسنت: بانوی اهریمنی                         | ۱۸ اکتبر ۲۰۱۹   | راث فیلمز |
| ل | بانو و ولگرد ‡                                  | ۱۲ نوامبر ۲۰۱۹  | تیلور مید |
| ل | نوئل ‡                                          | ۱۲ نوامبر ۲۰۱۹  | |
| پ | یخ‌زده ۲                                         | ۲۲ نوامبر ۲۰۱۹  | استودیو انیمیشن والت دیزنی |
| ل | توگو ‡                                          | ۲۰ دسامبر ۲۰۱۹  | |

### دهه ۲۰۲۰
فیلم با نماد ‡ نشانگر انتشار تحت رسانه جاری منحصراً از طریق دیزنی+ است؛ نماد † نشانگر یک ویدئو هنگام درخواست از طریق دیزنی+ است؛ نماد § نشانگر انتشار همزمان به تئاتر و ویدئو هنگام درخواست است.
|   | عنوان                             | تاریخ انتشار   | یادداشت                                                                 |
| - | --------------------------------- | -------------- | ----------------------------------------------------------------------- |
| ل | تامی فیلیر: اشتباهاتی انجام شد ‡  | ۷ فوریه ۲۰۲۰   | اتالون فیلمز، اسلو پونی پیکچرز و وی‌تیکر انترتینمنت                      |
| پ | به پیش                            | ۶ مارس ۲۰۲۰    | پیکسار                                                                  |
| ل | دختر ستاره‌ای ‡                    | ۱۳ مارس ۲۰۲۰   | گاتم گروپ و هان‌اسکیپ انترتینمنت                                         |
| م | صخره دلفین ‡                      | ۳ آوریل ۲۰۲۰   | دیزنی نیچر                                                              |
| م | فیل ‡                             | ۳ آوریل ۲۰۲۰   | دیزنی نیچر                                                              |
| ل | آرتمیس فاول ‡                     | ۱۲ ژوئن ۲۰۲۰   | تری‌به‌کا پروداکشنز و مارزانو فیلمز                                       |
| ل | همیلتون ‡                         | ۳ ژوئیه ۲۰۲۰   | لین-منوئل میرندا، نویس پروداکشنز، توماس کیل و رادیکال‌مدیا               |
| ل | سیاه پادشاه است ‡                 | ۳۱ ژوئیه ۲۰۲۰  | پارکوود اینترتینمنت                                                     |
| ل | کمپ جادویی ‡                      | ۱۴ اوت ۲۰۲۰    | تیم تاد                                                                 |
| ل | ایوان منحصربه‌فرد ‡                | ۲۱ اوت ۲۰۲۰    | جولی پاس پروداکشنز                                                      |
| ل | مولان †                           | ۴ سپتامبر ۲۰۲۰ | جیسون تی. رید پروداکشنز و گود فیر پروداکشنز                             |
| ل | مادرخوانده ‡                      | ۴ دسامبر ۲۰۲۰  | مونته‌سیتو پیکچرز کمپانی                                                 |
| ل | ایمنی ‡                           | ۱۱ دسامبر ۲۰۲۰ | میهم پیکچرز و سلکت فیلمز                                                |
| پ | روح ‡                             | ۲۵ دسامبر ۲۰۲۰ | پیکسار                                                                  |
| ل | آخرین جنگجو: ریشه شیطان *         | ۱ ژانویه ۲۰۲۱  | فیلم روسی؛ یلو، بلک اند وایت، سینما فاند روسیه، و راسیا-۱               |
| ل | فلور و اولیس ‡                    | ۱۹ فوریه ۲۰۲۱  | نتر پروداکشنز                                                           |
| پ | رایا و آخرین اژدها §              | ۵ مارس ۲۰۲۱    | استودیو انیمیشن والت دیزنی                                              |
| ل | کروئلا §                          | ۲۸ مه ۲۰۲۱     | گان فیلمز و مارک پلت                                                    |
| پ | لوکا ‡                            | ۱۸ ژوئن ۲۰۲۱   | پیکسار                                                                  |
| ل | گشت‌وگذار در جنگل §                | ۳۰ ژوئیه ۲۰۲۱  | دیویس انترتینمنت، بو فلین و سون باکس پروداکشنز                          |
| پ | افسون                             | ۲۴ نوامبر ۲۰۲۱ | تولید مشترک با استودیو انیمیشن والت دیزنی                               |
| پ | دفترچه خاطرات یک پسربچه بی‌عرضه ‡  | ۳ دسامبر ۲۰۲۱  | تولید مشترک با انیمیشن قرن بیستم و باردل انترتینمنت                     |
| ل | آخرین جنگجو: پیام آور تاریکی *    | ۲۳ دسامبر ۲۰۲۱ | فیلم روسی؛ تولید مشترک با والت دیزنی سی‌آی‌اس و زرد، سیاه و سفید          |
| پ | عصر یخبندان: ماجراهای باک وایلد ‡ | ۲۸ ژانویه ۲۰۲۲ | توزیع شده توسط دیزنی پلاس                                               |
| د | بیتلز: بازگشت                     | ۳۰ ژانویه ۲۰۲۲ | تولید مشترک با اپل کرپس و وینگنات فیلمز؛ نامزدی محدود آی‌مکس.            |
| پ | قرمز شدن ‡                        | ۱۱ مارس ۲۰۲۲   | همکاری مشترک با پیکسار; توزیع شده توسط دیزنی پلاس                       |
| ل | ارزان‌تر توسط دوجین ‡              | ۱۸ مارس ۲۰۲۲   | همکاری مشترک با کنیا باریس; توزیع شده توسط دیزنی پلاس                   |
| ل | Better Nate Than Ever ‡           | ۱ آوریل ۲۰۲۲   | همکاری مشترک با مارک پلت؛ توزیع شده توسط دیزنی پلاس                     |
| م | خرس قطبی ‡                        | ۲۲ آوریل ۲۰۲۲  | دیزنی نیچر ریلیز؛ توزیع‌شده از طریق دیزنی پلاس                           |
| س | چیپ و دیل: تکاوران نجات ‡         | ۲۰ مه ۲۰۲۲     | تولید مشترک با مندویل فیلمز؛ توزیع‌شده از طریق دیزنی پلاس                |
| ل | دختر ستاره‌ای هالیوود ‡            | ۳ ژوئن ۲۰۲۲    | تولید مشترک با گاتم گروپ و هان‌سکوپ انترتینمنت؛ توزیع‌شده توسط دیزنی پلاس |
| پ | لایت‌یر                            | ۱۷ ژوئن ۲۰۲۲   | تولید مشترک با پیکسار                                                   |

## فیلم‌های آینده
| عنوان             | تاریخ انتشار    | یادداشت‌ها                                                      |
| ----------------- | --------------- | -------------------------------------------------------------- |
| برخیز ‡           | ۲۴ ژوئن ۲۰۲۲    | تولید مشترک با فالیرو هاوس پروداکشنز; توزیع‌شده توسط دیزنی پلاس |
| موزیکال ترور ‡    | ۲۴ ژوئن ۲۰۲۲    | تولید مشترک با رادیکال‌مدیا؛ توزیع‌شده توسط دیزنی پلاس           |
| شعبده‌بازی ۲ ‡     | ۳۰ سپتامبر ۲۰۲۲ | تولید مشترک با دیوید کرشنر; توزیع‌شده توسط دیزنی پلاس           |
| دنیای عجیب        | ۲۳ نوامبر ۲۰۲۲  | تولید مشترک با استودیو انیمیشن والت دیزنی                      |
| عمارت متروکه      | ۱۰ مارس ۲۰۲۳    | تولید مشترک با رایدبک                                          |
| پری دریایی کوچولو | ۲۶ مه ۲۰۲۳      | تولید مشترک با لوکامار پروداکشنز، مارک پلت، و لین-منوئل میرندا |
| المنتال           | ۱۶ ژوئن ۲۰۲۳    | تولید مشترک با پیکسار                                          |
| فاستر             | ۲۲ نوامبر ۲۰۲۳  | تولید مشترک با استودیو انیمیشن والت دیزنی                      |

### بدون تاریخ انتشار
| عنوان                                                     | تاریخ انتشار      | وضعیت                | منبع                 |
| --------------------------------------------------------- | ----------------- | -------------------- | -------------------- |
| پینوکیو ‡                                                 | سپتامبر ۲۰۲۲      | پس‌تولید              | [ ۵۰ ] [ ۵۱ ]        |
| افسون‌نزده ‡                                               | نوامبر ۲۰۲۲       | پس‌تولید              | [ ۵۳ ]               |
| دنبالهٔ دفترچه خاطرات یک پسربچه بی‌عرضه ‡                   | ۲۰۲۲              | پس‌تولید              | [ ۵۴ ]               |
| پیتر پن و وندی ‡                                          | ۲۰۲۲              | پس‌تولید              | [ ۴۵ ] [ ۵۵ ]        |
| بازسازی سه مرد و یک نوزاد ‡                               | ۲۰۲۲              | پس‌تولید              | [ ۵۶ ] [ ۵۷ ] [ ۳۷ ] |
| دنبالهٔ شیرشاه                                             | ۲۰۲۵              | پیش‌تولید             | [ ۵۸ ]               |
| بازسازی الکساندر و روز وحشتناک، افتضاح، ناگوار، خیلی بد ‡ |                   | در حال توسعه         | [ ۵۹ ]               |
| تمام شب                                                   | [ ۶۰ ]            | در حال توسعه         |                      |
| بامبی                                                     | [ ۶۱ ]            | در حال توسعه         |                      |
| دهانه ‡                                                   | پس‌تولید           | [ ۶۲ ]               |                      |
| پدر عروس ‡                                                | در حال توسعه      | [ ۶۳ ]               |                      |
| بازسازی پرواز مسیریاب ‡                                   | در حال توسعه      | [ ۶۴ ]               |                      |
| فیلم لایو اکشن هرکول                                      | در حال توسعه      | [ ۶۵ ]               |                      |
| فیلم لایو اکشن گوژپشت نتردام                              | در حال توسعه      | [ ۶۶ ]               |                      |
| بازسازی کارآگاه گجت                                       | در حال توسعه      | [ ۶۷ ] [ ۶۸ ]        |                      |
| حافظ شهرهای گمشده                                         | در حال توسعه      | [ ۶۹ ]               |                      |
| شوالیه‌ها                                                  | در حال توسعه      | [ ۷۰ ]               |                      |
| بازسازی لایو اکشن لیلو و استیچ                            | اعلام خواهد شد    | [ ۷۱ ]               |                      |
| مرلین                                                     | در حال توسعه      | [ ۷۲ ]               |                      |
| «ماپت‌من» از جیم هنسن                                      | در حال توسعه      | [ ۷۳ ]               |                      |
| دنبالهٔ گنجینه ملی: کتاب رمز                               | پیش‌تولید          | [ ۷۴ ] [ ۷۵ ] [ ۷۶ ] |                      |
| یک بار در این جزیره ‡                                     | در حال توسعه      | [ ۷۷ ]               |                      |
| رابین هود ‡                                               | در حال توسعه      | [ ۷۸ ]               |                      |
| سفیدبرفی                                                  | در حال فیلمبرداری | [ ۷۹ ]               |                      |
| بازسازی کمپ فضایی ‡                                       | در حال توسعه      | [ ۸۰ ]               |                      |
| کوه فضایی                                                 | در حال توسعه      | [ ۸۱ ]               |                      |
| فیلم لایو اکشن گربه‌های اشرافی                             | در حال توسعه      | [ ۸۲ ]               |                      |
| بازسازی شمشیر در سنگ ‡                                    | در حال توسعه      | [ ۸۳ ]               |                      |
| فیلم بدون عنوان دربارهٔ تام سایر ‡                         | در حال توسعه      | [ ۸۴ ]               |                      |
| دنبالهٔ موشک‌زن ‡                                           | اعلام خواهد شد    | [ ۸۵ ]               |                      |
| برج ترور                                                  | پیش‌تولید          | [ ۸۶ ]               |                      |
| ترون: آرس                                                 | اعلام خواهد شد    | [ ۸۷ ]               |                      |
| دنبالهٔ بدون عنوان کروئلا                                  | در حال توسعه      | [ ۸۸ ]               |                      |
| فیلم بدون عنوان دربارهٔ باشگاه فوتبال بارسلونا             | در حال توسعه      | [ ۸۹ ]               |                      |
| فیلم بدون عنوان جنیفر لی                                  | در حال توسعه      | [ ۹۰ ]               |                      |
| دنبالهٔ گشت‌وگذار در جنگل                                   | در حال توسعه      | [ ۹۱ ]               |                      |
| دنبالهٔ بدون عنوان مولان                                   | در حال توسعه      | [ ۹۲ ]               |                      |
| اسپین‌آف بدون عنوان از دزدان دریایی کارائیب                | در حال توسعه      | [ ۹۳ ]               |                      |
| دنبالهٔ بدون عنوان علاءالدین ‡                             | در حال توسعه      | [ ۹۴ ]               |                      |
| دنبالهٔ بدون عنوان کتاب جنگل                               | در حال توسعه      | [ ۹۵ ]               |                      |
| دنبالهٔ بدون عنوان مالفیسنت: بانوی اهریمنی                 | در حال توسعه      | [ ۹۶ ] [ ۹۷ ]        |                      |
| «زن جوان و دریا» از گرترود ادرل ‡                         | پیش‌تولید          | [ ۹۸ ]               |                      |

## تعداد فیلم در دهه
| دههٔ ۱۹۳۰ (۲) | دههٔ ۱۹۳۰ (۲) | دههٔ ۱۹۴۰ (۱۴) | دههٔ ۱۹۴۰ (۱۴) | دههٔ ۱۹۵۰ (۲۹) | دههٔ ۱۹۵۰ (۲۹) | دههٔ ۱۹۶۰ (۵۲) | دههٔ ۱۹۶۰ (۵۲) | دههٔ ۱۹۷۰ (۴۸) | دههٔ ۱۹۷۰ (۴۸) | دههٔ ۱۹۸۰ (۲۸) | دههٔ ۱۹۸۰ (۲۸) | دههٔ ۱۹۹۰ (۶۷) | دههٔ ۱۹۹۰ (۶۷) | دههٔ ۲۰۰۰ (۹۶) | دههٔ ۲۰۰۰ (۹۶) | دههٔ ۲۰۱۰ (۹۲) | دههٔ ۲۰۱۰ (۹۲) | دههٔ ۲۰۲۰ (۳۷) | دههٔ ۲۰۲۰ (۳۷) |
| ------------ | ------------ | ------------- | ------------- | ------------- | ------------- | ------------- | ------------- | ------------- | ------------- | ------------- | ------------- | ------------- | ------------- | ------------- | ------------- | ------------- | ------------- | ------------- | ------------- |
|              |              | ۱۹۴۰          | ۲             | ۱۹۵۰          | ۲             | ۱۹۶۰          | ۷             | ۱۹۷۰          | ۴             | ۱۹۸۰          | ۵             | ۱۹۹۰          | ۲             | ۲۰۰۰          | ۷             | ۲۰۱۰          | ۱۳            | ۲۰۲۰          | ۱۴            |
|              |              | ۱۹۴۱          | ۲             | ۱۹۵۱          | ۱             | ۱۹۶۱          | ۶             | ۱۹۷۱          | ۴             | ۱۹۸۱          | ۵             | ۱۹۹۱          | ۵             | ۲۰۰۱          | ۵             | ۲۰۱۱          | ۱۰            | ۲۰۲۱          | ۷             |
|              |              | ۱۹۴۲          | ۱             | ۱۹۵۲          | ۱             | ۱۹۶۲          | ۶             | ۱۹۷۲          | ۵             | ۱۹۸۲          | ۳             | ۱۹۹۲          | ۵             | ۲۰۰۲          | ۸             | ۲۰۱۲          | ۸             | ۲۰۲۲          | ۷             |
|              |              | ۱۹۴۳          | ۲             | ۱۹۵۳          | ۳             | ۱۹۶۳          | ۶             | ۱۹۷۳          | ۵             | ۱۹۸۳          | ۳             | ۱۹۹۳          | ۶             | ۲۰۰۳          | ۱۱            | ۲۰۱۳          | ۷             | ۲۰۲۳          | ۷             |
|              |              |               |               | ۱۹۵۴          | ۳             | ۱۹۶۴          | ۶             | ۱۹۷۴          | ۴             |               |               | ۱۹۹۴          | ۹             | ۲۰۰۴          | ۱۱            | ۲۰۱۴          | ۹             | ۲۰۲۴          | ۴             |
|              |              | ۱۹۴۵          | ۱             | ۱۹۵۵          | ۴             | ۱۹۶۵          | ۳             | ۱۹۷۵          | ۶             | ۱۹۸۵          | ۴             | ۱۹۹۵          | ۱۱            | ۲۰۰۵          | ۱۰            | ۲۰۱۵          | ۷             | ۲۰۲۵          |               |
|              |              | ۱۹۴۶          | ۲             | ۱۹۵۶          | ۴             | ۱۹۶۶          | ۴             | ۱۹۷۶          | ۵             | ۱۹۸۶          | ۲             | ۱۹۹۶          | ۷             | ۲۰۰۶          | ۱۰            | ۲۰۱۶          | ۱۲            | ۲۰۲۶          |               |
| ۱۹۳۷         | ۲            | ۱۹۴۷          | ۱             | ۱۹۵۷          | ۳             | ۱۹۶۷          | ۶             | ۱۹۷۷          | ۷             | ۱۹۸۷          | ۱             | ۱۹۹۷          | ۸             | ۲۰۰۷          | ۱۰            | ۲۰۱۷          | ۱۰            | ۲۰۲۷          |               |
|              |              | ۱۹۴۸          | ۲             | ۱۹۵۸          | ۳             | ۱۹۶۸          | ۵             | ۱۹۷۸          | ۳             | ۱۹۸۸          | ۲             | ۱۹۹۸          | ۷             | ۲۰۰۸          | ۱۰            | ۲۰۱۸          | ۶             | ۲۰۲۸          |               |
|              |              | ۱۹۴۹          | ۱             | ۱۹۵۹          | ۵             | ۱۹۶۹          | ۳             | ۱۹۷۹          | ۵             | ۱۹۸۹          | ۳             | ۱۹۹۹          | ۷             | ۲۰۰۹          | ۱۴            | ۲۰۱۹          | ۱۱            | ۲۰۲۹          |               |

## یادداشت
1. 1 2  توزیع این فیلم را والت دیزنی پروداکشنز و پارامونت پیکچرز با همکاری بونا ویستا انترنشنال به صورت بین‌المللی و پارامونت در آمریکای شمالی انجام دادند.
2. 1 2 3 4 5 6 7  فقط در آمریکای شمالی توسط Buena Vista Pictures توزیع شده‌است.
3. ↑  The Rocketeer تحت برجسپ والت دیزنی پیکچرز در آمریکای شمالی منتشر شد.[۳] با این حال، در خارج از ایالات متحده و کانادا، این فیلم از طریق برچسب تاچ‌استون پیکچرز منتشر شد.[۴]
4. ↑  منتشر شده همراه با برچسب هالیوود پیکچرز.
5. ↑  توسط Buena Vista Pictures در تعداد کمی از کشورها توزیع شده‌است. Walden Media حقوق بین‌المللی را به سایر توزیع‌کنندگان فروخت.
6. ↑   تحت برچسب تاچ‌استون پیکچرز برای اکران اصلی خود در سال ۱۹۹۳ منتشر شد و برای انتشار مجدد در سال ۲۰۰۶ به عنوان یک فیلم والت دیزنی پیکچرز تغییر نام داد.[۵]
7. 1 2 3 4 5  توزیع شده توسط والت دیزنی استودیو موشن پیکچرز فقط در آمریکای شمالی.
8. ↑  توسط والت دیزنی استودیو موشن پیکچرز در سرتاسر جهان به جز در اروپا، آفریقا و خاورمیانه، جایی که شریک بین‌المللی دریم‌ورکس، مسیتر اسمیت انترتینمنت، حقوق را به توزیع‌کنندگان مستقل فروخت.[۹]
9. ↑  توزیع شده توسط والت دیزنی استودیو موشن پیکچرز در فرانسه.[۱۱] بعداً به‌طور انحصاری در هولو در ایالات متحده با عنوان March of the Penguins 2: The Next Step منتشر شد.

## برای مطالعهٔ بیشتر
- Maltin, Leonard (2000). The Disney Films. New York: Disney Editions. ISBN 978-0-7868-8527-5.
- Smith, Dave (2006). Disney A to Z: The Official Encyclopedia (3rd ed.). New York: Disney Editions. ISBN 978-0-7868-4919-2.
- "A Complete List of Disney Films". The Walt Disney Company. Archived from the original on August 25, 2011. Retrieved April 23, 2003.
- List of all films released by Disney regardless of label—Disney
- List of Pre-1980 Live Action Disney Movies and DVD Status—UltimateDisney.com
- List of 1980–Present Live Action Disney Movies and DVD Status—UltimateDisney.com